# Phare de Grand Cayman
Le phare de Grand Cayman (en anglais : Grand Cayman Light) ou Anchor Light est un phare actif situé à l'extrémité ouest de l'île Grand Cayman aux Îles Caïmans, en mer des Caraïbes.

## Histoire
Ce phare, mis en service en 1980, a été construit comme un mémorial pour les marins locaux perdus en mer. Il se trouve dans le port de George Town.

## Description
Ce phare  est une tourelle cylindrique en béton surmontée d'un mât à claire-voie, avec une galerie et une balise de 6 m de haut. La tour est peinte en blanc avec une bande noire sur le mât. Il émet, à une hauteur focale de 22 m, un rapide éclat rouge. Sa portée est de 6 milles nautiques (environ 11 km).
Identifiant : ARLHS : CAY-002 - Amirauté : J5232 - NGA : 110-13716.
|  |

### Lien connexe
- Liste des phares des îles Caïmans